# Francesco Pacini
Francesco Pacini (Fermo, 7 ottobre 1905 – Porto Alegre, 11 aprile 1988) è stato un pentatleta italiano.

## Biografia
Nato nel 1905 a Fermo, a 26 anni partecipò ai Giochi olimpici di Los Angeles 1932, terminando 20º nell'individuale con 84.5 punti (14º nell'equitazione, 2º nella scherma, 23º nel tiro a segno, 23º nel nuoto e 22º nella corsa).
Colonnello dell'Esercito Italiano, ha combattuto in Africa. Dopo la Guerra, ha lasciato la casa a Parma (la Villa Isabella, in via Emiglia Levante) e si è trasferito in Brasile con i figli Ettore e Anna Vittoria, la moglie Camilla Pirani e la suocera Gianna Bedogni Pirani. La famiglia ha scelto di andare in Brasile perche Francesco aveva li il fratello Sandro Pacini, che era medico nella città brasiliana di Farroupilha, nello stato di Rio Grande do Sul. Il loro fratello più grande, Giorgio Pacini, è rimasto in Italia. Francesco Ha lavorato in Brasile come istrutore nella Hipica di Porto Alegre e a São Paulo. Ha avuto in Brasile i nipoti Rafael, Lucas, Isabel, Ettore, Luciano e Lidia Helena. Dopo un periodo in Italia dove ha lavorato come istruttore di hipica, è tornato in Brasile, dove ha vissuto a Rio de Janeiro e poi a Porto Alegre, con la moglie Camilla, dove è morto negli anni 80.